# Islote Caret
Islote Caret (en francés: Îlet Caret) es una pequeña isla deshabitada situada en el Grand cul de sac marin, a lo largo de Sainte Rose (Santa Rosa) en la isla caribeña de Guadalupe.  Mide unos 250 metros de largo y veinte metros de ancho en promedio.  Su vegetación se compone de cocoteros y árboles de palma y otras plantas.  La arena blanca que se forma, se debe en partes hechas de coral debido a la muerte de arrecifes de coral situados a unos cien metros de distancia.  El islote fue creado por el movimiento bajo el agua, en parte debido a los terremotos, así como el viento y el mar de cada año.
El islote da su nombre a una especie de tortuga marina, la tortuga carey (tortues Caret), que vienen a la isla para reproducirse en ciertas épocas del año.  Muchas especies de aves viven allí, junto con los cangrejos. 
Los fondos marinos son ricos en peces y mariscos debido a la protección que ofrecen los arrecifes de coral.